# Kağızman
Kağızman là một huyện thuộc tỉnh Kars, Thổ Nhĩ Kỳ. Huyện có diện tích 1797 km² và dân số thời điểm năm 2007 là 50585 người, mật độ 28 người/km².